# Hydnoraceae
Die Hydnoraceae sind eine Pflanzenfamilie aus der Ordnung der Pfefferartigen (Piperales) mit etwa acht Arten in nur zwei Gattungen.

## Beschreibung und Ökologie

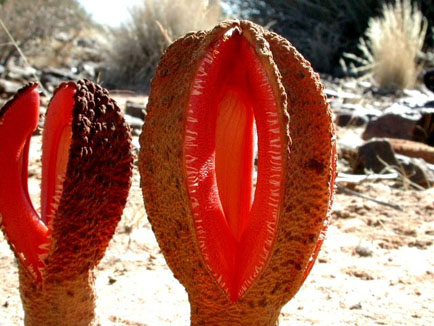
Hydnora africana

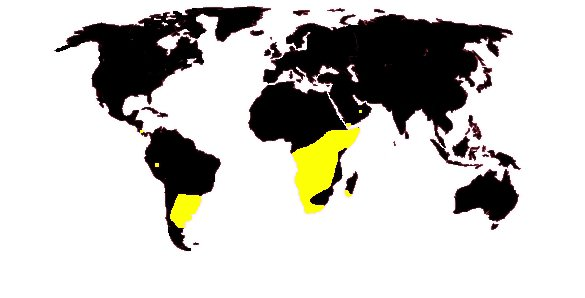
Verbreitungsgebiet der Hydnoraceae

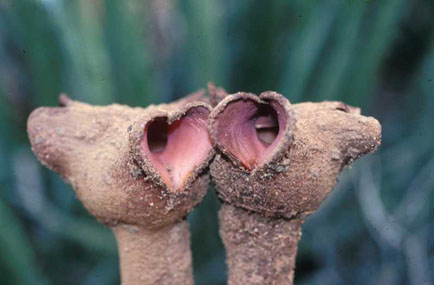
Hydnora triceps

Alle Arten sind chlorophylllose Wurzelparasiten, die bis auf Blüte und Frucht vollständig unterirdisch leben (vereinzelt werden sogar Blüte und Frucht unterirdisch gebildet). Die Wurzeln sind bis zu 10 Zentimeter dicke, zylindrische bis abgeflachte, feste Stränge, die nur schwach verzweigt sind und sich seitlich von den Wirten ausbreiten. Als einzige Bedecktsamer überhaupt sind sie vollkommen blattlos.
Die Länge des Blütenstandes wird bedingt durch die Tiefe, in der die Wurzel liegt, der Blütenstiel misst zwischen 4 und 9 Zentimetern. Die im Durchmesser 5 bis 25 Zentimeter messenden Einzelblüten sind drei- bis fünfzählig (Hydnora) bzw. sechs- oder achtzählig. Die 6 bis 8 Zentimeter langen Blütenlappen liegen entweder weitgeöffnet auf der Erde auf oder sind nicht zurückgebogen und öffnen sich nur durch Trennung der einzelnen Lappen voneinander. Bei einigen Arten finden sich am Rand der Lappen leicht verdickte, weißliche Auswüchse, die an Maden erinnern. Die Blüten verströmen einen übelriechenden Duft.
Die Arten besiedeln Halbwüsten und sind wirtsabhängig, Hydnora parasitieren meist an Wolfsmilcharten (Euphorbia) und Akazien, Prosopanche an Mesquiten (Prosopis).

## Systematik und Verbreitung
Die Familie Hydnoraceae wurde 1821 durch Carl Adolf Agardh aufgestellt.
Die Familie Hydnoraceae besitzt ein äußerst disjunktes Verbreitungsgebiet mit einer Gattung in Südamerika und der anderen in Afrika sowie Madagaskar.
- Hydnora Thunb.: Die 5 bis 15 Arten sind im südlichen Afrika sowie Madagaskar verbreitet und strahlt vereinzelt auf die Arabische Halbinsel (Jemen, Saudi-Arabien, Oman) aus.
- Prosopanche de Bary: Die sieben Arten kommen in Paraguay und Argentinien oder nach anderer Quelle im südlichen Südamerika mit Einzelvorkommen im nördlichen Chile und Costa Rica vor.  Sie enthalten u. a.
  - Prosopanche americana (R.Br.) Baill.: Sie kommt in Peru und vom südlichen Brasilien bis ins nördliche Argentinien vor.[1]
  - Prosopanche bonacinae Speg.: Sie kommt in Brasilien und Argentinien vor.[1]
  - Prosopanche caatingicola R.F.Machado & L.P.Queiroz: Die erst 2012 neu beschriebene Art kommt im brasilianischen Bundesstaat Bahia vor.[1]
  - Prosopanche costaricensis L.D.Gómez: Ihre Heimat ist Costa Rica.[1]